# Arthroceras rubrifrons
Arthroceras rubrifrons är en tvåvingeart som beskrevs av Akira Nagatomi 1966. Arthroceras rubrifrons ingår i släktet Arthroceras och familjen snäppflugor. Inga underarter finns listade i Catalogue of Life.